# Ewe (Ethnie)

Flagge der Ewe

Die Ewe sind eine westafrikanische Ethnie, die heute vor allem entlang der Küste im Osten Ghanas und in Togo lebt. Ihre Sprache wird ebenfalls Ewe genannt; sie gehört zu den Gbe-Sprachen und wird von rund drei Millionen Menschen gesprochen.

## Geschichte
Gemäß der Überlieferung kamen Ewe ab dem 17. Jahrhundert aus dem nördlichen Benin an der Grenze zu Nigeria. Größte Untergruppe sind die Anlo. Lebensgrundlagen bildeten überwiegend Fischfang und Ackerbau. Es werden heute hauptsächlich Mais, Cassava und Ölpalmen gepflanzt.

## Kultur
Ewe sind überwiegend Christen, glauben aber auch an ihre traditionellen Religionen oder praktizieren Mischformen. Die Weltenschöpfergöttin Mawu stellt innerhalb der traditionellen Religionen eine besonders herausgehobene Gottheit dar. Die traditionelle Religion wird zusammenfassend als Voodoo bezeichnet. Hierzu gehören unterschiedliche Kulte. Tchamba ist ein Besessenheitskult der Ewe, bei dem die Zeit der Sklaverei aufgearbeitet wird.

## Bekannte Ewe
- Emmanuel Kotoka (Militärführer)
- Céphas Bansah (König seit 1992)
- Jerry Rawlings, Präsident Ghanas; Vater Schotte, Mutter Ewe.